# We're New Here
Remix par Gil Scott Heron
I'm New Here
(2010) Nothing New
(2014)
Remix par Jamie xx
xx (avec The xx)
(2009) Coexist (avec The xx)
(2012)
Singles
1. NY Is Killing Me
Sortie : 30 novembre 2010
2. I'll Take Care of U
Sortie : 6 janvier 2011

We're New Here est un album de remix du chanteur américain Gil Scott Heron et du producteur de musique Jamie xx sorti le 21 février 2011 avec le label XL Recordings et Young Turks Records. Il s'agit de l'album I'm New Here de Scott-Heron sorti en 2010 retravaillé par Jamie xx. Smith incorpore des influences dans l'album provenant du dubstep et du UK Garage. Il applique des techniques de la musique électronique dans la production du remix pour extraire la voix de Scott-Heron depuis l'album d'origine vers les instrumentations qu'il a composé pour ce remix.
L'album se classe à la 33e place au Royaume-Uni, où il reste deux semaines. L'album sort sous différents formats dont une édition limitée en box set. L'album est promu par la sortie de deux singles NY Is Killing Me et I'll Take Care of U. I'll Take Care of U est reprise plus tard lors d'une collaboration de Jamie Smith avec Drake sur l'album Take Care. À sa sortie, We're New Here reçoit des avis positive de la critique professionnelle, qui salue la voix de Scott-Heron, la production de Smith, et le traitement qu'il a mené sur la source de la voix.

## Genèse de l'album

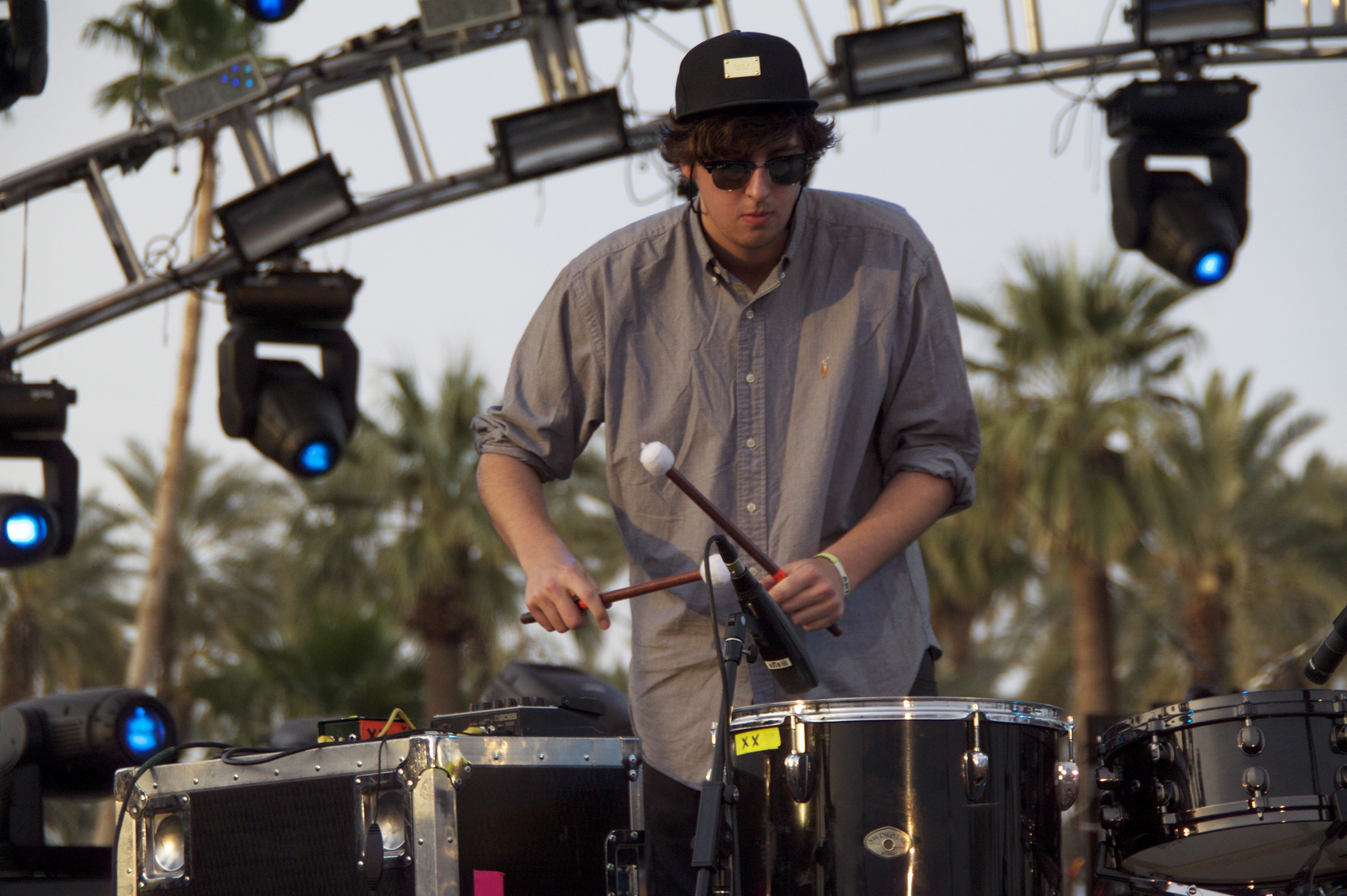
Jamie "xx" Smith est approché pour retravailler l'album original.

Après une période personnelle troublée par une addiction à la drogue, Gil Scott-Heron enregistre et sort un album contenant uniquement des chansons inédites depuis seize ans I'm New Here (2010), avec l'aide de Richard Russell, directeur de XL Recordings. Produit par Russell, l'album a servi de point de départ, à la fois musicalement et dans le thème, en évitant la soul, le jazz, et le funk, et en incorporant du dubstep, et des boucles de batterie, le commentaire social est abandonné pour un travail plus personnel, des paroles avec des ruminations sur l'amour, la perte de soi, et l'identité, le tout mis sur musique électronique,. L'album est bien accueilli par les critiques, qui observe cela comme le retour de Scott-Heron,,.
Russell, fan du groupe anglais d'indie pop The xx, propose l'idée d'un remix de I'm New Here au percussionniste du groupe et producteur Jamie Smith, connu dans la profession sous le nom de Jamie xx,. Russell découvre le travail de Jamie xx à la suite de l'écoute du remix de You Got the Love de Florence and the Machine. Il explique à Smith que la production de I'm New Here est fortement influencée par l'album xx (2009) de The xx, qui était enregistré au studio du label XL Recording. Leur premier album présente une production minimaliste qui valut les éloges de critiques, dont le Prix Mercury 2010,,. À la suite de ce succès, Smith est occupé par des productions en solo, des remixes d'autres artistes et être DJ dans des clubs en Europe,.
Smith, fan de Scott-Heron, découvre la musique de Scott-Heron par ses parents dans son enfance,. Russell, plus tard, explique sa décision d'engager Smith ainsi :

« Nous ne voulions pas de nombreux remixes par des artistes différents. Cela peut être déroutant. Gil était ouvert à la ré-interprétation de l'album entier par Jamie. »

— Richard Russel
D'après Smith, il n'a aucun point de référence lorsqu'il remixe les albums d'artistes, il explique comment il a vécu ce projet :

« C'était un peu éprouvant pour les nerfs parce que c'est la première fois que j'avais un album qui reposait sur moi. Mais j'avais vraiment envie de le faire et je savais exactement ce que je voulais faire. »

— Jamie xx

## Sortie et promotion
L'album sort sous le label XL Recordings et Young Turks Records le 21 février 2011, au Royaume-Uni et le 22 février 2011 aux États-Unis. 

## Accueil

### Classements dans les hits-parades et ventes
| Classements (2011–14)         | Meilleure position |
| ----------------------------- | ------------------ |
| Belgique (Flandre Ultratop)   | 44                 |
| France (SNEP)                 | 38                 |
| Irlande (IRMA)                | 42                 |
| Royaume-Uni (UK Albums Chart) | 33                 |

## Pistes de l'album
| No  | Titre                      | Musique                                         | Durée |
| --- | -------------------------- | ----------------------------------------------- | ----- |
| 1.  | I'm New Here               | Bill Callahan, Jimmy Roach, Jamie Smith         | 3:26  |
| 2.  | Home                       | Gil Scott-Heron, Smith                          | 3:11  |
| 3.  | I've Been Me (Interlude)   | Scott-Heron                                     | 0:27  |
| 4.  | Running                    | Scott-Heron, Smith                              | 3:31  |
| 5.  | My Cloud                   | Scott-Heron, Smith                              | 4:27  |
| 6.  | Certain Things (Interlude) | Scott-Heron, Giuliano Sorgini                   | 0:09  |
| 7.  | The Crutch                 | Bob Halley, Ben Raleigh, Scott-Heron, Smith     | 3:09  |
| 8.  | Ur Soul and Mine           | Rui da Silva, Cassandra Fox, Scott-Heron, Smith | 4:17  |
| 9.  | Parents (Interlude)        | Bernard Purdie, Scott-Heron                     | 0:28  |
| 10. | Piano Player               | Scott-Heron, Smith                              | 1:16  |
| 11. | NY Is Killing Me           | Scott-Heron, Smith                              | 5:43  |
| 12. | Jazz (Interlude)           | Scott-Heron, Paul Simon, Smith                  | 0:49  |
| 13. | I'll Take Care of U        | Brook Benton, Smith                             | 4:42  |

Crédits des échantillonnages
- I'm New Here contient un échantillonnage de Casanova Brown de Gloria Gaynor.
- I've Been Me (Interlude) contient un échantillonnage de Boxcar Hobo de Sassafrass.
- Certain Things (Interlude) contient un échantillonnage de Slaves de Giuliano Sorgini.
- The Crutch contient un extrait de That's How Heartaches Are Made de Justine Washington.
- Ur Soul and Mine contient un échantillonnage de "Touch Me" de Rui da Silva.
- "Parents (Interlude)" contient un échantillonnage de "Hap'nin'", écrit par Bernard Purdie.
- "Jazz (Interlude)" contient un échantillonnage de "Sixty-Eight Ways".